# Лев A
Лев А (також відомий як Лев III) — неправильна галактика у складі Місцевої групи. Вона лежить за 2,6 мільйона світлових років від Землі. Цю галактику відкрив Фріц Цвіккі в 1942 році. Маса Лева А оцінюється в (8,0 ± 2.7) × 107M☉, причому щонайменше 80 % посідає темну матерію. Це одна з найбільш ізольованих галактик у Місцевій групі, яка не має ознак взаємодії чи злиття протягом останніх кількох мільярдів років. Втім Лев А є майже унікальним серед неправильних галактик у тому відношенні, що понад 90 % його зір утворилися менш ніж 8 мільярдів років тому, що свідчить про досить незвичайну історію еволюції. Наявність змінних зір типу RR Ліри показує, що вік зоряної популяції галактики сягає 10 мільярдів років.
Нейтральний водень у галактиці Лев А займає приблизно такий саме об'єм, як і зоряна компонента, і сконцентрований у сплюснутому кільці. Галактика не обертається, і водневі хмари рухаються в ній хаотично. Вміст металів (хімічних елементів, важчих за гелій) становить лише 1—2 % сонячної величини, що вказує на набагато нижчий ступінь зоряної еволюції, ніж у Чумацькому Шляху. Лев A демонструє ознаки активнішого зореутворення в останній мільярд років, хоча нинішній ступінь зореутворення низький. Галактика містить чотири зони H II, іонізованих молодими зорями спектрального класу O.